# Château du Vieux Chambord
Le château du Vieux Chambord est une ancienne maison forte, du troisième quart du XIVe siècle, remaniée à plusieurs reprises, qui se dresse sur le territoire de la commune française de Treteau, dans le département de l'Allier, en région Auvergne-Rhône-Alpes. L'édifice est partiellement classé au titre des monuments historiques.

## Localisation
Le château du Vieux Chambord est situé en position dominante, face à Chavroches, dominant le cours sinueux de la Besbre, à 3,5 km à l'est du bourg de Treteau, au nord de la D 163, dans le département français de l'Allier.

## Historique
Le château appartenait à la famille des Champropin de Chambord, puis est passé à la famille Joulle de Chambord. Enfin, les Devaulx dont les descendants furent autorisés par le roi Louis XVIII en 1815 à prendre le nom Devaulx de Chambord en devinrent les propriétaires. La transmission du château fut permise par les femmes, ainsi par celles-ci le château appartient à la même famille depuis 1276. Les Devaulx de Chambord descendent par les femmes des Bord de Champropin de Chambord, une noblesse bourbonnaise d’extraction.
Il fut construit pour défendre la vallée de la Besbre et avait le contrôle de l'ancienne voie romaine reliant Autun à Vichy. Cette voie était jadis empruntée par les soldats des légions envoyés aux bains d’Aquae Calidae (Vichy). Cette voie était d'une importance notable, ce qui explique la mention dès le XIIIe siècle de la maison-forte de Chambord. De cette époque subsiste une cloche de 1222, qui permet de donner une première information chronologique sur l'histoire de ce château.
À cette époque, le fief était en possession de la maison médiévale de Chatillon qui tient la puissante châtellenie de Jaligny. Hugues de Chatillon est alors seigneur lorsqu'il transmet Chambord à son frère Guillaume.
Ledit Guillaume de Chatillon deviendra évêque, duc de Laon et pair de France, et transmet sa propriété en 1276 à Jean Ier Champroprin, sous condition de rester son vassal. Depuis cette date, le château a été transmis par alliances et successions jusqu'à la famille des Devaulx de Chambord.
À la mort de Guillaume, évêque de Laon, le lien de vassalité devient caduc, et Philippe de Champropin, fils de Jean, « rend directement aveu en 1322 au duc Louis Ier de Bourbon dont il est l'écuyer ». Son fils se voit pour sa part accorder en 1346 « toute justice, haute, moyenne, basse estans en franc alleu » sur le fief dont il est le seigneur. Louis Ier de Chambord, descendant direct du premier, compte parmi les seigneurs qui escortent Bertrand du Guesclin au siège de Randan en 1377.
Le fief est ensuite transmis à Pierre, un descendant, puis à sa veuve en 1386, Chambord sera transmis ensuite en 1514 à Louis II Champropin, son neveu. Licencié ès décrets et archidiacre de Clermont, ses droits sur son fief seront confirmés par Anne de Beaujeu, duchesse de Bourbon en 1346.

## Description
Le château du Vieux Chambord, construit au XIVe siècle, est une ancienne maison forte aménagée en résidence d'habitation au XIXe siècle. C'est un exemple de l'architecture fortifiée dans le Bourbonnais. Il présente d'étonnantes similitudes avec le château de Montessus situé sur la commune de Changy en Saône-et-Loire. Dans les deux châteaux, le principe architectural est le même : un donjon carré du XIVe siècle surmonté à ses angles d'échauguettes sur culots est accolé à un grand logis barlong comportant plusieurs niveaux. Au Vieux-Chambord, le donjon mesure 28 m de haut, les échauguettes ont la particularité de posséder deux niveaux, ce qui est peu fréquent.

## Protection
Les façades et toitures, ainsi que l'enceinte de la cour d'honneur sont classées au titre des monuments historiques par arrêté du 21 décembre 1972.